# 1. Fußball-Club Nürnberg Verein für Leibesübungen 1999-2000
Questa voce raccoglie le informazioni riguardanti il 1. Fußball-Club Nürnberg Verein für Leibesübungen nelle competizioni ufficiali della stagione 1999-2000.

## Stagione
Nella stagione 1999-2000 il Norimberga, allenato da Friedel Rausch, Thomas Brunner e Klaus Augenthaler, concluse il campionato di 2. Bundesliga al 4º posto. In Coppa di Germania il Norimberga fu eliminato al primo turno dal Fortuna Düsseldorf.

## Rosa
| N. |                        | Ruolo | Calciatore       |
| -- | ---------------------- | ----- | ---------------- |
| 1  | Germania (bandiera)    | P     | Andreas Köpke    |
| 3  | Paesi Bassi (bandiera) | D     | Elroy Kromheer   |
| 4  | Germania (bandiera)    | C     | Stephan Täuber   |
| 5  | Germania (bandiera)    | D     | Sven Günther     |
| 6  | Germania (bandiera)    | C     | Markus Lösch     |
| 7  | Rep. Ceca (bandiera)   | D     | Marek Nikl       |
| 8  | Bulgaria (bandiera)    | C     | Stoicho Stoilov  |
| 9  | Germania (bandiera)    | A     | Bernd Hobsch     |
| 12 | Polonia (bandiera)     | C     | Jacek Krzynówek  |
| 13 | Germania (bandiera)    | A     | Marcus Feinbier  |
| 15 | Germania (bandiera)    | D     | Markus Grasser   |
| 16 | Germania (bandiera)    | P     | Darius Kampa     |
| 18 | Germania (bandiera)    | C     | Christian Möckel |
| 19 | Polonia (bandiera)     | D     | Tomasz Kos       |

| N. |                        | Ruolo | Calciatore            |
| -- | ---------------------- | ----- | --------------------- |
| 20 | Germania (bandiera)    | A     | Martin Driller        |
| 22 | Germania (bandiera)    | C     | Jochen Weigl          |
| 23 | Germania (bandiera)    | D     | Manfred Marsch        |
| 24 | Germania (bandiera)    | C     | Armin Störzenhofecker |
| 25 | Germania (bandiera)    | C     | Knut Reinhardt        |
| 27 | Germania (bandiera)    | C     | Thomas Ziemer         |
| 29 | Germania (bandiera)    | C     | Stefan Leitl          |
| 33 | Paesi Bassi (bandiera) | D     | René van Eck          |
| 34 | Germania (bandiera)    | P     | Christian Horcher     |
| 30 | Germania (bandiera)    | P     | Sebastian Dürnagel    |
| 31 | Germania (bandiera)    | C     | Marco Christ          |
| 21 | Paesi Bassi (bandiera) | C     | Wilco Hellinga        |
| 10 | Germania (bandiera)    | C     | Robert Niestroj       |
| 11 | Bulgaria (bandiera)    | A     | Dimtcho Beliakov      |

## Organigramma societario
Area tecnica
- Allenatore: Klaus Augenthaler
- Allenatore in seconda:
- Preparatore dei portieri:
- Preparatori atletici:

## Calciomercato

### Sessione estiva
| Acquisti | Acquisti         | Acquisti              | Acquisti |
| R.       | Nome             | da                    | Modalità |
| -------- | ---------------- | --------------------- | -------- |
| C        | Robert Niestroj  | Wolverhampton         |          |
| D        | Elroy Kromheer   | Reading               |          |
| A        | Dimtcho Beliakov | Liteks Loveč          |          |
| C        | Marco Christ     | Norimberga (juniores) |          |
| A        | Marcus Feinbier  | Wattenscheid 09       |          |
| A        | Bernd Hobsch     | Monaco 1860           |          |
| D        | Tomasz Kos       | Gütersloh             |          |
| C        | Jacek Krzynówek  | GKS Bełchatów         |          |
| C        | Stefan Leitl     | SV Lohhof             |          |
| C        | Christian Möckel | Greuther Fürth        |          |
| C        | Stoicho Stoilov  | Liteks Loveč          |          |

| Cessioni | Cessioni          | Cessioni        | Cessioni |
| R.       | Nome              | a               | Modalità |
| -------- | ----------------- | --------------- | -------- |
| D        | Frank Baumann     | Werder Brema    |          |
| D        | Henning Bürger    | St. Pauli       |          |
| A        | Saša Ćirić        | TeBe Berlino    |          |
| C        | Heiko Gerber      | Stoccarda       |          |
| P        | Andreas Hilfiker  | TeBe Berlino    |          |
| C        | Živojin Juškić    | Greuther Fürth  |          |
| A        | Pavel Kuka        | Stoccarda       |          |
| A        | Markus Kurth      | Colonia         |          |
| A        | Ersen Martin      | Beşiktaş        |          |
| D        | Matthias Maucksch | Energie Cottbus |          |
| D        | Martin Molz       | Saarbrücken     |          |
| C        | Marc Oechler      | Kavala          |          |
| C        | Andrey Polunin    | St. Pauli       |          |
| D        | Helmut Rahner     | Reggina         |          |
| C        | Michael Wiesinger | Bayern Monaco   |          |
| C        | Tobias Zellner    | Preston N.E.    |          |

### Sessione invernale
| Acquisti | Acquisti       | Acquisti  | Acquisti |
| R.       | Nome           | da        | Modalità |
| -------- | -------------- | --------- | -------- |
| C        | Wilco Hellinga | San Gallo |          |

| Cessioni | Cessioni     | Cessioni | Cessioni |
| R.       | Nome         | a        | Modalità |
| -------- | ------------ | -------- | -------- |
| A        | Niklas Skoog | Örebro   |          |

## Risultati

### 2. Bundesliga

#### Girone di andata
| Arbitro: | Meyer |

|                                |           |  |
| Ziemer 5’ Feinbier 66’ Kos 71’ | Marcatori |  |

| Arbitro: | Aust |

|                 |           |                               |
| Dama 33’ (rig.) | Marcatori | 51’, 76’ Driller 58’ Beliakov |

| Arbitro: | Gagelmann |

|                        |           |             |
| Leitl 14’ Beliakov 54’ | Marcatori | 74’ Mousavi |

| Arbitro: | Schmidt |

|               |           |              |
| Policella 37’ | Marcatori | 74’ Feinbier |

| Arbitro: | Anklam |

|                           |           |  |
| Labak 28’ Bittencourt 79’ | Marcatori |  |

| Arbitro: | Hauer |

|              |           |  |
| Beliakov 37’ | Marcatori |  |

| Arbitro: | Lange |

|                                 |           |  |
| Kreuz 60’ (rig.) Kobylański 85’ | Marcatori |  |

| Arbitro: | Weiner |

|                                          |           |                                 |
| Hobsch 21’, 73’, 90’ (rig.) Beliakov 51’ | Marcatori | 31’ Braun 41’, 88’ (rig.) Krieg |

| Arbitro: | Fröhlich |

|                              |           |            |
| Berchtold 32’, 52’ Diane 60’ | Marcatori | 78’ Hobsch |

| Arbitro: | Werthmann |

|                               |           |                       |
| Beliakov 18’ Hanke 70’ (aut.) | Marcatori | 12’ Marin 62’ Polunin |

| Arbitro: | Gettke |

|                                                                |           |          |
| Springer 16’ Kurth 23’ Dziwior 37’ Lottner 51’, 90’ Scherz 86’ | Marcatori | 90’ Nikl |

| Arbitro: | Kammerer |

|                          |           |             |
| Hobsch 44’ Krzynówek 54’ | Marcatori | 90’ Komitov |

| Arbitro: | Merk |

|          |           |            |
| Klee 20’ | Marcatori | 55’ Hobsch |

| Arbitro: | Schößling |

|                                 |           |                        |
| Beliakov 24’, 45’ Krzynówek 53’ | Marcatori | 50’ Kümmerle 68’ Özkan |

| Arbitro: | Wezel |

|                                      |           |           |
| Schindzielorz 24’ Stoilov 90’ (aut.) | Marcatori | 39’ Leitl |

| Arbitro: | Kircher |

|                      |           |  |
| Leitl 4’ Driller 65’ | Marcatori |  |

| Arbitro: | Haupt |

|                                                           |           |  |
| van Lent 34’ Ketelaer 41’ Kromheer 83’ (aut.) Frommer 90’ | Marcatori |  |

#### Girone di ritorno
| Arbitro: | Hilmes |

|                        |           |           |
| Klausz 77’ Protzel 89’ | Marcatori | 3’ Hobsch |

| Arbitro: | Scheppe |

|             |           |            |
| Driller 57’ | Marcatori | 90’ Bundea |

| Arbitro: | Lange |

|              |           |                   |
| Zernicke 32’ | Marcatori | 22’ (aut.) Tavčar |

| Arbitro: | Anklam |

|                           |           |  |
| Krzynówek 38’ Driller 90’ | Marcatori |  |

| Arbitro: | Margenberg |

|              |           |             |
| Beliakov 37’ | Marcatori | 21’ Rödlund |

| Arbitro: | Zerr |

|                                                |           |               |
| Beliakov 18’, 46’ Driller 48’, 64’ Stoilov 88’ | Marcatori | 21’ Reinhardt |

| Arbitro: | Werthmann |

|  |           |             |
|  | Marcatori | 3’ Beliakov |

| Arbitro: | Wagner |

|                            |           |            |
| Beliakov 11’, 61’ Nikl 25’ | Marcatori | 36’ Heeren |

| Amburgo 14 aprile 2000, ore 19:00 CEST 27ª giornata | St. Pauli | 0 – 0 referto | Norimberga | Millerntor-Stadion (14 201 spett.)\| Arbitro: \| Haupt \| |
| Arbitro:                                            | Haupt     |               |            |                                                           |

| Arbitro: | Kircher |

|                  |           |              |
| Skela 11’ (rig.) | Marcatori | 19’ Beliakov |

| Arbitro: | Schmidt |

|             |           |             |
| Stoilov 30’ | Marcatori | 42’ Lottner |

| Arbitro: | Gettke |

|          |           |  |
| Vier 58’ | Marcatori |  |

| Arbitro: | Hilmes |

|                  |           |                      |
| Driller 23’, 36’ | Marcatori | 32’ Reichel 38’ Türr |

| Arbitro: | Kreyer |

|  |           |                                     |
|  | Marcatori | 30’ Krzynówek 48’ Leitl 80’ Driller |

| Arbitro: | Berg |

|  |           |                 |
|  | Marcatori | 83’ Bałuszyński |

| Arbitro: | Meyer |

|            |           |                                |
| Walker 67’ | Marcatori | 8’ Driller 41’ Nikl 50’ Hobsch |

| Arbitro: | Merk |

|                        |           |             |
| Möckel 60’ Driller 68’ | Marcatori | 74’ Frommer |

### Coppa di Germania
| Arbitro: | Wendorf |

|                       |           |  |
| Putilo 31’ Shittu 67’ | Marcatori |  |

## Statistiche

### Statistiche di squadra
| Competizione      | Punti | In casa | In casa | In casa | In casa | In casa | In casa | In trasferta | In trasferta | In trasferta | In trasferta | In trasferta | In trasferta | Totale | Totale | Totale | Totale | Totale | Totale | DR |
| Competizione      | Punti | G       | V       | N       | P       | Gf      | Gs      | G            | V            | N            | P            | Gf           | Gs           | G      | V      | N      | P      | Gf     | Gs     | DR |
| ----------------- | ----- | ------- | ------- | ------- | ------- | ------- | ------- | ------------ | ------------ | ------------ | ------------ | ------------ | ------------ | ------ | ------ | ------ | ------ | ------ | ------ | -- |
| 2. Bundesliga     | 55    | 17      | 11      | 5       | 1       | 36      | 18      | 17           | 4            | 5            | 8            | 18           | 28           | 34     | 15     | 10     | 9      | 54     | 46     | +8 |
| Coppa di Germania | -     | 0       | 0       | 0       | 0       | 0       | 0       | 1            | 0            | 0            | 1            | 0            | 2            | 1      | 0      | 0      | 1      | 0      | 2      | -2 |
| Totale            | 55    | 17      | 11      | 5       | 1       | 36      | 18      | 18           | 4            | 5            | 9            | 18           | 30           | 35     | 15     | 10     | 10     | 54     | 48     | +6 |

### Andamento in campionato
| Giornata  | 1 | 2 | 3 | 4 | 5 | 6 | 7 | 8 | 9 | 10 | 11 | 12 | 13 | 14 | 15 | 16 | 17 | 18 | 19 | 20 | 21 | 22 | 23 | 24 | 25 | 26 | 27 | 28 | 29 | 30 | 31 | 32 | 33 | 34 |
| --------- | - | - | - | - | - | - | - | - | - | -- | -- | -- | -- | -- | -- | -- | -- | -- | -- | -- | -- | -- | -- | -- | -- | -- | -- | -- | -- | -- | -- | -- | -- | -- |
| Luogo     | C | T | C | T | T | C | T | C | T | C  | T  | C  | T  | C  | T  | C  | T  | T  | C  | T  | C  | C  | C  | T  | C  | T  | T  | C  | T  | C  | T  | C  | T  | C  |
| Risultato | V | V | V | N | P | V | P | V | P | N  | P  | V  | N  | V  | P  | V  | P  | P  | N  | N  | V  | N  | V  | V  | V  | N  | N  | N  | P  | N  | V  | P  | V  | V  |
| Posizione | 2 | 3 | 2 | 1 | 4 | 1 | 5 | 2 | 7 | 6  | 8  | 4  | 5  | 3  | 4  | 3  | 4  | 6  | 5  | 7  | 4  | 6  | 7  | 6  | 4  | 3  | 4  | 4  | 5  | 4  | 4  | 5  | 5  | 4  |

Legenda:

Luogo: C = Casa; T = Trasferta. Risultato: V = Vittoria; N = Pareggio; P = Sconfitta.

### Statistiche dei giocatori
| Giocatore          | 2. Bundesliga | 2. Bundesliga | 2. Bundesliga | 2. Bundesliga | Coppa di Germania | Coppa di Germania | Coppa di Germania | Coppa di Germania | Totale   | Totale | Totale      | Totale     |
| Giocatore          | Presenze      | Reti          | Ammonizioni   | Espulsioni    | Presenze          | Reti              | Ammonizioni       | Espulsioni        | Presenze | Reti   | Ammonizioni | Espulsioni |
| ------------------ | ------------- | ------------- | ------------- | ------------- | ----------------- | ----------------- | ----------------- | ----------------- | -------- | ------ | ----------- | ---------- |
| D. Beliakov        | 30            | 14            | 3             | 0             | 1                 | 0                 | 0                 | 0                 | 31       | 14     | 3           | 0          |
| M. Christ          | 2             | 0             | 0             | 0             | 0                 | 0                 | 0                 | 0                 | 2        | 0      | 0           | 0          |
| M. Driller         | 26            | 12            | 3             | 0             | 0                 | 0                 | 0                 | 0                 | 26       | 12     | 3           | 0          |
| S. Dürnagel        | 0             | 0             | 0             | 0             | 0                 | 0                 | 0                 | 0                 | 0        | 0      | 0           | 0          |
| M. Feinbier        | 16            | 2             | 4             | 0             | 1                 | 0                 | 0                 | 0                 | 17       | 2      | 4           | 0          |
| M. Grasser         | 6             | 0             | 0             | 0             | 0                 | 0                 | 0                 | 0                 | 6        | 0      | 0           | 0          |
| S. Günther         | 29            | 0             | 7             | 0             | 0                 | 0                 | 0                 | 0                 | 29       | 0      | 7           | 0          |
| W. Hellinga        | 7             | 0             | 2             | 0             | 0                 | 0                 | 0                 | 0                 | 7        | 0      | 2           | 0          |
| B. Hobsch          | 17            | 8             | 3             | 0             | 1                 | 0                 | 0                 | 0                 | 18       | 8      | 3           | 0          |
| C. Horcher         | 0             | 0             | 0             | 0             | 0                 | 0                 | 0                 | 0                 | 0        | 0      | 0           | 0          |
| D. Kampa           | 5             | 0             | 0             | 0             | 0                 | 0                 | 0                 | 0                 | 5        | 0      | 0           | 0          |
| T. Kos             | 24            | 1             | 6             | 1             | 1                 | 0                 | 0                 | 0                 | 25       | 1      | 6           | 1          |
| E. Kromheer        | 7             | 0             | 3             | 0             | 0                 | 0                 | 0                 | 0                 | 7        | 0      | 3           | 0          |
| J. Krzynówek       | 33            | 4             | 6             | 0             | 1                 | 0                 | 0                 | 0                 | 34       | 4      | 6           | 0          |
| A. Köpke           | 31            | 0             | 1             | 0             | 1                 | 0                 | 0                 | 0                 | 32       | 0      | 1           | 0          |
| S. Leitl           | 31            | 4             | 4             | 0             | 1                 | 0                 | 0                 | 0                 | 32       | 4      | 4           | 0          |
| M. Lösch           | 26            | 0             | 2             | 1             | 1                 | 0                 | 0                 | 0                 | 27       | 0      | 2           | 1          |
| M. Marsch          | 8             | 0             | 1             | 0             | 0                 | 0                 | 0                 | 0                 | 8        | 0      | 1           | 0          |
| C. Möckel          | 19            | 1             | 1             | 0             | 0                 | 0                 | 0                 | 0                 | 19       | 1      | 1           | 0          |
| R. Niestroj        | 3             | 0             | 0             | 0             | 0                 | 0                 | 0                 | 0                 | 3        | 0      | 0           | 0          |
| M. Nikl            | 29            | 3             | 6             | 0             | 1                 | 0                 | 0                 | 0                 | 30       | 3      | 6           | 0          |
| K. Reinhardt       | 5             | 0             | 0             | 0             | 0                 | 0                 | 0                 | 0                 | 5        | 0      | 0           | 0          |
| N. Skoog           | 3             | 0             | 0             | 0             | 1                 | 0                 | 0                 | 0                 | 4        | 0      | 0           | 0          |
| S. Stoilov         | 24            | 2             | 4             | 1             | 1                 | 0                 | 0                 | 0                 | 25       | 2      | 4           | 1          |
| A. Störzenhofecker | 30            | 0             | 5             | 0             | 1                 | 0                 | 0                 | 0                 | 31       | 0      | 5           | 0          |
| S. Täuber          | 9             | 0             | 1             | 0             | 0                 | 0                 | 0                 | 0                 | 9        | 0      | 1           | 0          |
| J. Weigl           | 9             | 0             | 3             | 0             | 0                 | 0                 | 0                 | 0                 | 9        | 0      | 3           | 0          |
| T. Ziemer          | 12            | 1             | 0             | 0             | 1                 | 0                 | 0                 | 0                 | 13       | 1      | 0           | 0          |
| R. van Eck         | 22            | 0             | 8             | 1             | 1                 | 0                 | 0                 | 0                 | 23       | 0      | 8           | 1          |